# Vallember
Vallember är ett vattendrag i Schweiz. Det ligger i den östra delen av landet, 200 km öster om huvudstaden Bern.
Trakten runt Vallember består i huvudsak av gräsmarker. Runt Vallember är det glesbefolkat, med 9 invånare per kvadratkilometer.